# Tribolonotus parkeri
Espèce
Tribolonotus pakeri est une espèce de sauriens de la famille des Scincidae.

## Répartition
Cette espèce est endémique de l'île Buka située en Papouasie-Nouvelle-Guinée dans l'archipel des Salomon.